# 埃马纽埃尔·德·格鲁希
埃马纽埃尔·德·格鲁希，格鲁希侯爵（法語：Emmanuel de Grouchy, marquis de Grouchy，1766年10月23日—1847年5月29日）法国拿破仑战争期间法国军人和世袭侯爵。拿破崙冊封的最後一位帝國元帅。

## 早期的生活
格鲁希于1766年10月23日生于巴黎附近的维莱特城，他的父亲是一位侯爵。1779年进入法国炮兵学校。毕业后进入军队，但因为他的贵族身份，两次被迫离职。

## 在法国革命战争期间
法國大革命戰爭期間曾參與鎮壓旺代叛亂，隨後前往義大利戰場服役，1799年任意大利军团司令莫罗的总参谋长，並在諾維戰役中受傷被俘。

## 在拿破仑战争期间
格鲁希在法国大革命时就是拿破崙军队中的士兵，並在許多戰役中發揮重要作用，是拿破崙戰爭時期的著名騎兵將領，指揮繆拉麾下的龍騎兵師團。在埃勞戰役中他率領騎兵部隊衝鋒解救友軍，也曾在弗里德蘭戰役抵擋俄軍進攻，為拿破崙增援爭取了寶貴時間，亦曾在瓦格拉姆戰役擔任掩護主攻的右翼部隊。
征俄戰役期間，他負責指揮第3騎兵軍，並於博羅金諾戰役期間負傷，在法軍災難性的撤退後，他花了好幾個月才得以康復。隨後1814年參與抵禦反法同盟的進攻，期間更二度負傷。最終因長時間且輝煌的軍事履歷而獲封帝國元帥，也是拿破崙冊封的最後一位帝國元帥。滑鐵盧戰役時，拿破崙命令他追擊在利尼戰役敗退的普魯士軍。但他並未正確追擊，也沒有適時支援滑鐵盧戰場，反而讓布呂歇爾率領的普魯士軍成功支援威靈頓公爵，致使拿破崙於滑鐵盧戰役戰敗，被迫再次退位。

## 晚年
波旁王朝复辟后，他流亡美国，1821年大赦格鲁希回国，1831年11月19日，法国政府恢复了他的元帅军阶，1832年他进入贵族院。

## 爭議
事實上格魯希當時身處的瓦夫爾距離滑鐵盧20多公里，再加上普軍後衛，蒂爾曼（Thielmann）普軍的攔截，格魯希在聽到炮聲時再轉向滑鐵盧亦根本鞭長莫及。準確的說，格魯希並沒有跟丟普軍，而是緊緊追上普軍的後衛。而造成這個後果的原因則是因為拿破崙在利尼會戰後次日才派出格魯希追擊普軍，而且拿破崙給出的追擊方向還是錯誤的(命令格魯希向東面的那慕爾搜索)，幸而格魯希自行修正了追擊路線，改往北面的瓦富爾前進。